# ジャック・キルビー
ジャック・セイント・クレール・キルビー（Jack St. Clair Kilby, 1923年11月8日 - 2005年6月20日）は、アメリカの電子技術者。1958年、テキサス・インスツルメンツ社勤務時代に集積回路 (IC) を発明した。電卓やサーマルプリンターの発明者でもある。ジョレス・アルフョーロフ、ハーバート・クレーマーとともに2000年のノーベル物理学賞を受賞した。

## 生涯
カンザス州グレートベンドで育った。1947年、イリノイ大学アーバナ・シャンペーン校で電気工学の学士号を取得。1950年、ウィスコンシン大学ミルウォーキー校で電気工学の修士号を取得した。大学院に通うと同時に、ミルウォーキーの Centralab で働いていた。
1958年、テキサス・インスツルメンツに就職したが、年次休暇の数が足りなくて夏休みを取れなかった。そこで同僚が夏休みで不在の間に "tyranny of numbers" と呼ばれる回路設計上の問題に取り組み、半導体の上にひとまとめに回路を形成するという解決策を導き出した。9月12日にテキサス・インスツルメンツ社経営陣にそれを説明。そのとき、一片のゲルマニウムにオシロスコープをつなぎ、スイッチを入れるとオシロスコープに正弦波が表示され、ゲルマニウム上の集積回路が正常に動作していることを示した。アメリカ合衆国特許第3,138,743号 "Miniaturized Electronic Circuits" が最初の集積回路に関する特許で「キルビー特許」と言われる。この特許は1959年2月6日に出願された。その数ヵ月後、フェアチャイルドセミコンダクター社のロバート・ノイスも独自に集積回路のアイデアに到達しており、「プレーナー特許」（半導体の平面上に回路を構成する技術に関する特許）を出願した。一般にこの2人が集積回路の発明者とされている。
キルビー特許の関連特許は、後に半導体技術の普及後に成立させたものを利用して、日本を初めとする多くの国の半導体メーカーと特許騒動を起こし（キルビー特許を参照）、テキサス・インスツルメンツ社は莫大な特許料収入を得ることとなる。
集積回路以外にもキルビーは電卓とサーマルプリンターの特許を取得している。生涯に約60の特許を取得した。
1978年から1985年まで、テキサスA&M大学で電気工学の教授を務めた。1983年、テキサス・インスツルメンツ社を退社。
2005年6月20日、ダラスにて癌のため死去。
2005年12月14日、テキサス・インスツルメンツは Historic TI Archives を創設。キルビーの遺族は手稿や写真などのコレクションを南メソジスト大学に寄贈した。このコレクションは同大学の DeGolyer Library に収蔵されている。
2008年、南メソジスト大学工学部は集積回路誕生50周年を祝う活動を主催し、シンポジウムや展示会を行った。なお、ジャック・キルビーは同大学から名誉博士号を授与されている。

## 受賞・栄誉
1966年、IEEEはキルビーをフェローに選び、IEEEデイヴィッド・サーノフ賞を授与し、1978年には Cledo Brunetti賞を、1984年には IEEE Centennialメダルを、1986年にはIEEE栄誉賞を授与した。1966年にはFranklin Instituteからスチュアート・バレンタイン・メダルを授与された。1982年と1989年には、アメリカ機械工学会から Holley メダルを授与された。キルビーは全米技術アカデミーの会員でもあり、1975年に同アカデミーのウラジミール・ツヴォルキン賞、1989年にチャールズ・スターク・ドレイパー賞を授与された。1990年には The Kilby Award Foundation が創設された。
また、アメリカ合衆国で科学技術系最大の栄誉とされるアメリカ国家科学賞を1969年、アメリカ国家技術賞を1990年に受賞した。1982年にはアメリカ発明者栄誉殿堂に選ばれている。
1993年には京都賞先端技術部門、199年にワシントン賞を受賞。2000年にノーベル物理学賞を受賞し、受賞後のスピーチでは、産業とその歴史についての個人的見解を披露した。
キルビーは南メソジスト大学を含めて9つの大学（マイアミ大学、イリノイ大学、ウィスコンシン大学マディソン校、テキサスA&M大学、イェール大学、ロチェスター工科大学など）から名誉博士号を授与されている。中華民国の国立交通大学は、1998年にキルビーを名誉教授とした。
テキサス・インスツルメンツではシリコン関連の研究センターをキルビー・センターと名付けている。

## その他
JKフリップフロップの「JK」はジャック・キルビーに由来する、とする説があるが、俗説だとされている。